# Cá cóc sần Anderson
Cá cóc sần Anderson hay cá cóc sần Nhật Bản (danh pháp khoa học: Echinotriton andersoni) là một loài lưỡng cư có đuôi thuộc họ Kỳ giông (Salamandridae) sống trên quần đảo Lưu Cầu ở Nhật Bản và trên núi Quan Âm của Đài Loan, nơi nó có lẽ đã bị tuyệt diệt.

## Mô tả
Echinotriton andersoni có dáng dẹp. Đầu nó rộng và có hình tam giác. Có 12–15 tuyến giống bướu chạy dọc mỗi bên thân. Màu sắc toàn thân là nâu sậm hay đen, chỉ mặt dưới đuôi, vùng lỗ huyệt, và lòng bàn chân màu vàng-cam. Chiều dài mõm-huyệt tối đa là ít nhất 80 mm (3,1 in) (169 mm (6,7 in) tổng chiều dài).

## Môi trường sống và bảo tồn
Môi trường sống tự nhiên của loài này là rừng lá rộng thường xanh, rừng thứ sinh, đồng cỏ và đầm lầy. Cũng có thể bắt gặp nó trên và gần ruộng mía. Nó sinh sản trong ao hay vũng nước ngắn ngày; ngoài mùa sinh sản khó bắt gặp loài này do con trưởng thành sống trong lớp lá mục, trong ke đá và dưới hòn đá hay gỗ.
Echinotriton andersoni là loài hiếm gặp, đang bị đe doạ do mất môi trường sống và buôn bán thú nuôi bất hợp pháp.